# Francisco José Hervás Jodar

Francisco José "Kiko" Hervás Jodar (16 de agosto de 1981 en Esplugas de Llobregat) es un deportista español que competía en natación de aguas abiertas. Su especialidad eran los 10 km en aguas abiertas. Participó en los Juegos Olímpicos de Pekín 2008 y en Londres 2012 en esa prueba finalizando en la posición 13 y 23 respectivamente.
En el Campeonato Mundial de Natación de 2011 celebrado en Shanghái (China), finalizó en cuarta posición en los 10 km y en sexta posición en los 25 km.